# 불사조의 언덕
불사조의 언덕은 한국에서 제작된 전창근 감독의 1955년 영화이다. 나애심 등이 주연으로 출연하였다.

## 출연

### 주연
- 나애심
- 한은진
- 이민
- 전택이

## 제작진
- 조명: 이한찬
- 녹음: 이경순
- 미술: 이봉선